# Обель, Эдмон ван
Эдмо́н ван Обе́ль (фр. Edmond Marie Lambert van Aubel; 5 августа 1864, Льеж — 10 июля 1941, Гент) — бельгийский физико-химик, экспериментатор, профессор Гентского университета, академик Королевской академии наук и искусств Бельгии (1920).

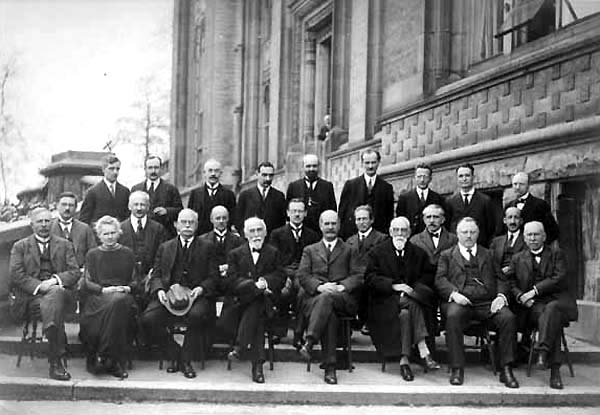
Эдмон ван Обель (сидит справа в первом ряду), IV Сольвеевский конгресс, 1924 год

Ван Обель получил докторскую степень в 1888 году в Льежском университете под руководством Вальтера-Виктора Шпринга (1848-1911). Затем он работал в Королевской военной школе в качестве преподавателя общей и прикладной физики, а с 1890 года преподавал в Гентском университете, на должности профессора с 1900 года. Он вышел на пенсию в 1934 году в связи с переводом обучения в университете на фламандский язык (его преемником стал Жюль Эмиль Вершафельт).
Занимался магнетизмом, электропроводностью металлов и физической химией.
Принимал участие в третьем и четвёртом Сольвеевских конгрессах (1921, 1924).
В 1907 году он стал кавалером, а в 1912 году офицером ордена Леопольда II; в 1925 году — командором ордена Короны. 10 декабря 1912 года был избран членом-корреспондентом, а 13 декабря 1920 года — действительным членом Королевской академии наук и искусств Бельгии.